# Tyrhys Dolan
Tyrhys Dolan, né le 28 décembre 2001 à Manchester en Angleterre, est un footballeur anglais qui évolue au poste de ailier droit à l'Espanyol de Barcelone.

## Biographie

### Jeunesse et formation
Né à Manchester en Angleterre, Tyrhys Dolan passe par le Burnley FC et le centre de formation de Manchester City. En 2017, il rejoint Preston North End, où il poursuit sa formation.

### Blackburn Rovers
En juillet 2020 il rejoint les Blackburn Rovers avec qui il signe son premier contrat professionnel. Il joue son premier match en professionnel avec ce club, le 29 août 2020, à l'occasion d'une rencontre de coupe de la Ligue anglaise face à Doncaster Rovers. Il entre en jeu à la place de Harrison Chapman et son équipe l'emporte par trois buts à deux. Il joue son premier match de championnat le 12 septembre 2020, lors de la première journée de la saison 2020-2021 de Championship contre l'AFC Bournemouth (défaite 3-2 de Blackburn). Lors de la journée suivante, le 19 septembre, Dolan est titularisé pour la première fois alors que son équipe affronte Wycombe Wanderers. Il se distingue en inscrivant son premier but en professionnel, juste après avoir provoqué un penalty en faveur de son équipe, transformé par Adam Armstrong, et contribue ainsi à la victoire de son équipe par cinq buts à zéro. En février 2021, Dolan prolonge son contrat jusqu'en 2024 avec Blackburn. Il s'impose comme joueur régulier de l'équipe première lors de l'année 2021.

## Statistiques
| Saison                | Club                  | Championnat           | Championnat | Championnat | Coupe nationale | Coupe nationale | Coupe de la Ligue | Coupe de la Ligue | Compétition(s) continentale(s) | Compétition(s) continentale(s) | Compétition(s) continentale(s) | Total | Total |
| Saison                | Club                  | Division              | M.          | B.          | M.              | B.              | M.                | B.                | Comp.                          | M.                             | B.                             | M.    | B.    |
| 2020-2021             | Blackburn Rovers      | Championship          | 37          | 3           | 1               | 0               | 2                 | 0                 | -                              | -                              | -                              | 40    | 3     |
| 2021-2022             | Blackburn Rovers      | Championship          | 34          | 4           | 1               | 0               | 1                 | 1                 | -                              | -                              | -                              | 36    | 5     |
| 2022-2023             | Blackburn Rovers      | Championship          | 40          | 4           | 4               | 1               | 4                 | 1                 | -                              | -                              | -                              | 48    | 6     |
| 2023-2024             | Blackburn Rovers      | Championship          | 18          | 2           | -               | -               | 1                 | 0                 | -                              | -                              | -                              | 19    | 2     |
| Sous-total            | Sous-total            | Sous-total            | 129         | 13          | 6               | 1               | 8                 | 2                 | -                              | -                              | -                              | 143   | 16    |
| Total sur la carrière | Total sur la carrière | Total sur la carrière | 129         | 13          | 6               | 1               | 8                 | 2                 | -                              | -                              | -                              | 143   | 16    |